# Listpunkt
Listpunkt, punkt eller bomb (•) är en symbol eller ett tecken som kan placeras före varje unikt element i en lista eller en förteckning. Markeringen sker ofta i form av en svart cirkel (•), en fyrkant (▪), en triangel (‣) eller annat utmärkande tecken.